# Henry Dutton

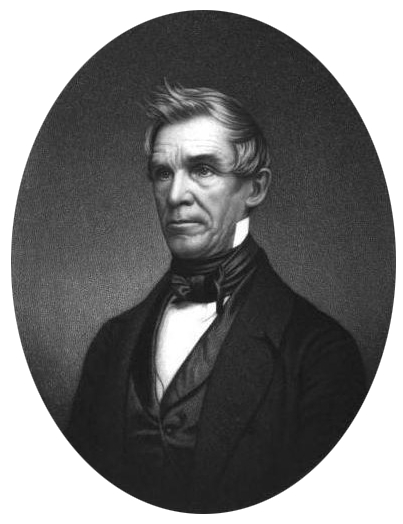
Henry Dutton.

Henry Dutton, född 12 februari 1796, död 12 april 1869, var en amerikansk politiker och guvernör i Connecticut.

## Tidigt liv
Dutton föddes i Plymouth, Connecticut den 12 februari 1796. Han studerade vid Yale University och tog examen 1818. Därefter studerade han juridik. Han antogs till advokatsamfundet 1823. Han undervisade vid Yale University från 1821 till 1823. Han var också rektor vid Fairfield Academy i två år.

## Politik
Dutton valdes till Connecticuts representanthus 1828, 1834, 1838, 1839 och 1850. Han flyttade till New Haven, Connecticut, 1847 och utnämndes till Kent Professor of Law vid Yale University. Han innehade den professuren till sin död. Han var också ledamot av Connecticuts senat 1849. Han var Whigpartiets kandidat till guvernör 1853, men förlorade valet till den sittande guvernören Thomas H. Seymour, som representerade Demokraterna.
I nästa guvernörsval, 1854, hade Thomas H. Seymour avgått och hans viceguvernör Charles H. Pond blivit guvernör, men Pond ställde inte upp i valet. Dutton kandiderade åter för Whigpartiet.Han kom tvåa efter demokraten Samuel Ingham i valet i april, men eftersom ingen av kandidaterna fick egen majoritet avgjordes valet genom en omröstning i Connecticut General Court (legislature), som med röstsiffrorna 140-93 valde Dutton till guvernör. Under hans tid som guvernör fick Connecticut en lag om rusdrycksförbud. Han kandiderade för omval 1855, men kom på tredje plats efter både Ingham och segraren William T. Minor. Dutton slutade som guvernör den 2 maj 1855.

## Senare år
Efter sin tid som guvernör var Dutton domare i överrätterna Superior Court och Supreme Court of Errors från 1861 till 1866. Han avled den 12 april 1869.